# 瓦拉達里斯州長市

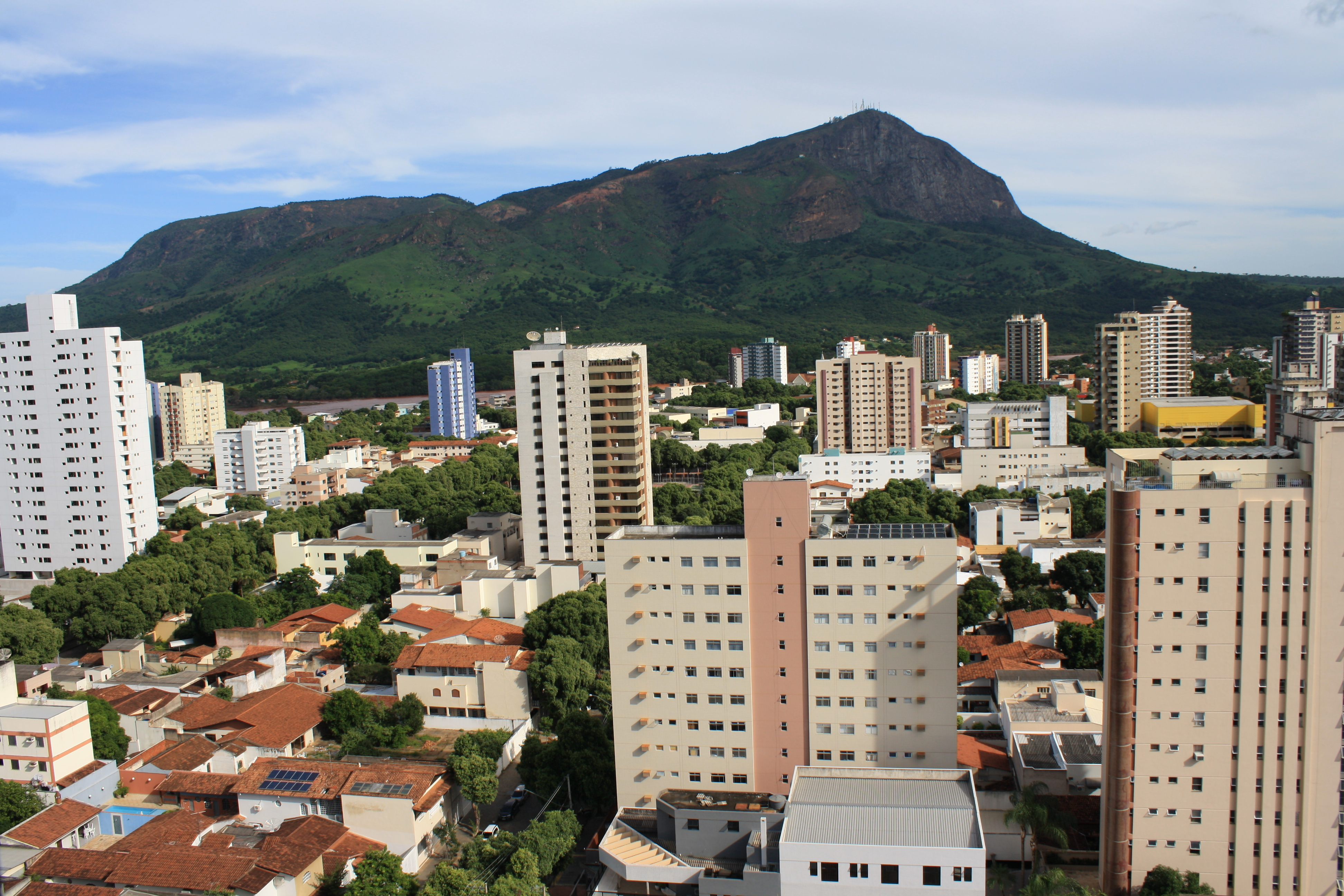
瓦拉達里斯州長市

瓦拉達里斯州長市是巴西的城市，位於該國東南部，距離貝洛奧里藏特324公里，由米納斯吉拉斯州負責管轄，面積2,355.4平方公里，海拔高度170米，受熱帶氣候影響，每年平均降雨量1,350毫米，2006年人口260,405。

## 姐妹城市
- 弗雷明翰, 美国
- 埃弗里特, 美国
- 纽瓦克, 美国[1]
- 布里奇波特, 美国

## 外部連結
- Portal de Governador Valadares
- Official city government site （页面存档备份，存于）
- City Brazil-Governador Valadares
- Governador Valadares

18°51′S 41°56′W / 18.850°S 41.933°W